# Liste der Biografien/Rosel
Liste der Biografien |
Portal Biografien |
Personensuche
# |
A |
B |
C |
D |
E |
F |
G |
H |
I |
J |
K |
L |
M |
N |
O |
P |
Q |
R |
S |
T |
U |
V |
W |
X |
Y |
Z |
?
 
Ra |
Rb |
Rd |
Re |
Rh |
Ri |
Rj |
Rk |
Rl |
Rm |
Rn |
Ro |
Rr |
Rs |
Rt |
Ru |
Rv |
Rw |
Rx |
Ry |
Rz
 
Roa |
Rob |
Roc |
Rod |
Roe |
Rof |
Rog |
Roh |
Roi |
Roj |
Rok |
Rol |
Rom |
Ron |
Roo |
Rop |
Roq |
Ror |
Ros |
Rot |
Rou |
Rov |
Row |
Rox |
Roy |
Roz 
 
Rosa |
Rosb |
Rosc |
Rosd |
Rose |
Rosh |
Rosi |
Rosj |
Rosk |
Rosl |
Rosm |
Rosn |
Roso |
Rosp |
Rosq |
Ross |
Rost |
Rosu |
Rosv |
Rosw |
Rosy |
Rosz 
 
Rosea |
Roseb |
Rosec |
Rosed |
Rosef |
Roseg |
Roseh |
Rosei |
Rosel |
Rosem |
Rosen |
Roseo |
Roser |
Roses |
Roset |
Rosev |
Rosew |
Rosey
Die Liste der Biografien führt alle Personen auf, die in der deutschsprachigen Wikipedia einen Artikel haben. Dieses ist eine Teilliste mit 58 Einträgen von Personen, deren Namen mit den Buchstaben „Rosel“ beginnt.

## Rosel
- Rösel von Rosenhof, August Johann (1705–1759), deutscher Naturforscher, Miniaturmaler und Kupferstecher
- Rösel, Arthur (1859–1934), deutscher Komponist, Geiger, Arrangeur, Dirigent
- Rösel, Astrid (* 1960), deutsche Schriftstellerin und Lektorin
- Rösel, Christoph (* 1964), evangelischer Theologe, Hochschullehrer und Generalsekretär der Deutschen Bibelgesellschaft
- Rösel, Dieter (* 1951), deutscher Fußballspieler
- Rösel, Felix (* 1987), deutscher Ökonom und Hochschullehrer
- Rösel, Franziska (1870–1934), österreichische Politikerin (CSP), Landtagsabgeordnete
- Rösel, Fritz (1926–2003), deutscher FDGB-Funktionär, MdV
- Rösel, Hubert (1917–2010), deutscher Slawist
- Rösel, Jakob (* 1948), deutscher Politikwissenschaftler und Soziologe
- Rösel, Kathrin (* 1970), deutsche Politikerin (CDU)
- Rösel, Konrad (1905–1994), deutscher Lehrer, Volkskundler und Heimatforscher
- Rösel, Martin (* 1961), deutscher evangelischer Theologe
- Rösel, Peter (* 1945), deutscher Konzertpianist
- Rösel, Peter (* 1966), deutscher Künstler
- Rösel, Samuel († 1843), deutscher Landschaftsmaler und Hochschullehrer
- Rösel, Willi (* 1954), deutscher Autocross-Pilot
- Rösel, Wolfgang (* 1936), deutscher Architekt und Baumanager

### Rosela
- Roselaar, Cees S. (* 1947), niederländischer Ornithologe

### Rosele
- Rösele, Michael (* 1974), deutscher Fußballspieler
- Röseler, Arnulf (1935–2020), deutscher Physiker
- Röseler, Friedrich August von (1665–1738), preußischer Generalmajor, Gouverneur von Geldern
- Röseler, Gustav (* 1880), deutscher Ingenieur und Politiker (CDU)
- Röseler, Hartmut (* 1942), deutscher Politiker (FDP, CDU), MdA
- Röseler, Matthäus († 1569), deutscher Dichter, Mathematiker, Astronom, Mediziner und Rechtswissenschaftler
- Röseler, Nils (* 1992), deutscher Fußballspieler
- Röseler, Robert Oswald (1882–1971), deutsch-amerikanischer Germanist

### Roseli
- Roseli, Rusleen Zikry Putra (* 2000), malaysischer Hürdenläufer
- Roselieb, Alfred (1891–1969), deutscher Scharfrichter
- Roselieb, Hans (1884–1945), deutscher Schriftsteller
- Roselius, Christian (1871–1945), deutscher Garten- und Landschaftsarchitekt
- Roselius, Ernst (1904–1941), deutscher Kommunikationswissenschaftler und Autor
- Roselius, Friedrich (1876–1941), deutscher Kaufmann und Bremer Kaffeeproduzent
- Roselius, Ludwig (1874–1943), deutscher Kaffee-Kaufmann und MäzenLudwig Roselius (1874–1943)

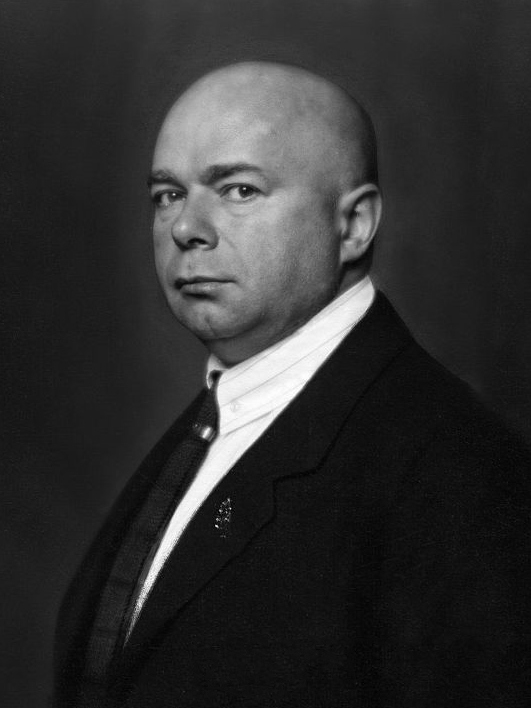
Ludwig Roselius (1874–1943)

- Roselius, Ludwig (1902–1977), deutscher Komponist, Musikkritiker und Dirigent

### Rosell
- Rosell Milanés, Juan Miguel (* 1969), kubanischer Beachvolleyballspieler
- Rosell, Ernst (1881–1953), schwedischer Sportschütze
- Rosell, Frida (* 1999), schwedische Handballspielerin
- Rosell, Heinrich (1848–1932), preußischer Kommunalbeamter der wilhelminischen Zeit
- Rosell, Lars-Erik (1944–2005), schwedischer Komponist
- Rosell, Sandro (* 1964), spanischer Manager, Präsident des FC Barcelona
- Rosellen, Detlef (* 1946), deutscher Fußballspieler
- Rosellen, Henri (1811–1876), französischer Pianist, Musiklehrer und Komponist
- Rosellen, Jean (1891–1952), deutscher Radsportler
- Rosellen, Robert Wilhelm (1829–1909), deutscher Geistlicher und Kirchenhistoriker
- Roselli, Ezio (1896–1963), italienischer Turner
- Roselli, John (1905–1976), italo-amerikanischer Mobster
- Roselli, Pietro (1798–1885), italienischer General
- Rosellini, Albert (1910–2011), US-amerikanischer Politiker
- Rosellini, Anne, amerikanische Filmproduzentin
- Rosellini, Ippolito (1800–1843), italienischer Ägyptologe
- Rosellis, Antonius de (1381–1466), italienischer Kirchenrechtler
- Roselló Avellanas, Florencio (* 1962), spanischer Ordensgeistlicher, römisch-katholischer Erzbischof von Pamplona y Tudela
- Roselló, José, uruguayischer Straßenradrennfahrer
- Roselly, Ramon (* 1993), deutscher SchlagersängerRamon Roselly (* 1993)

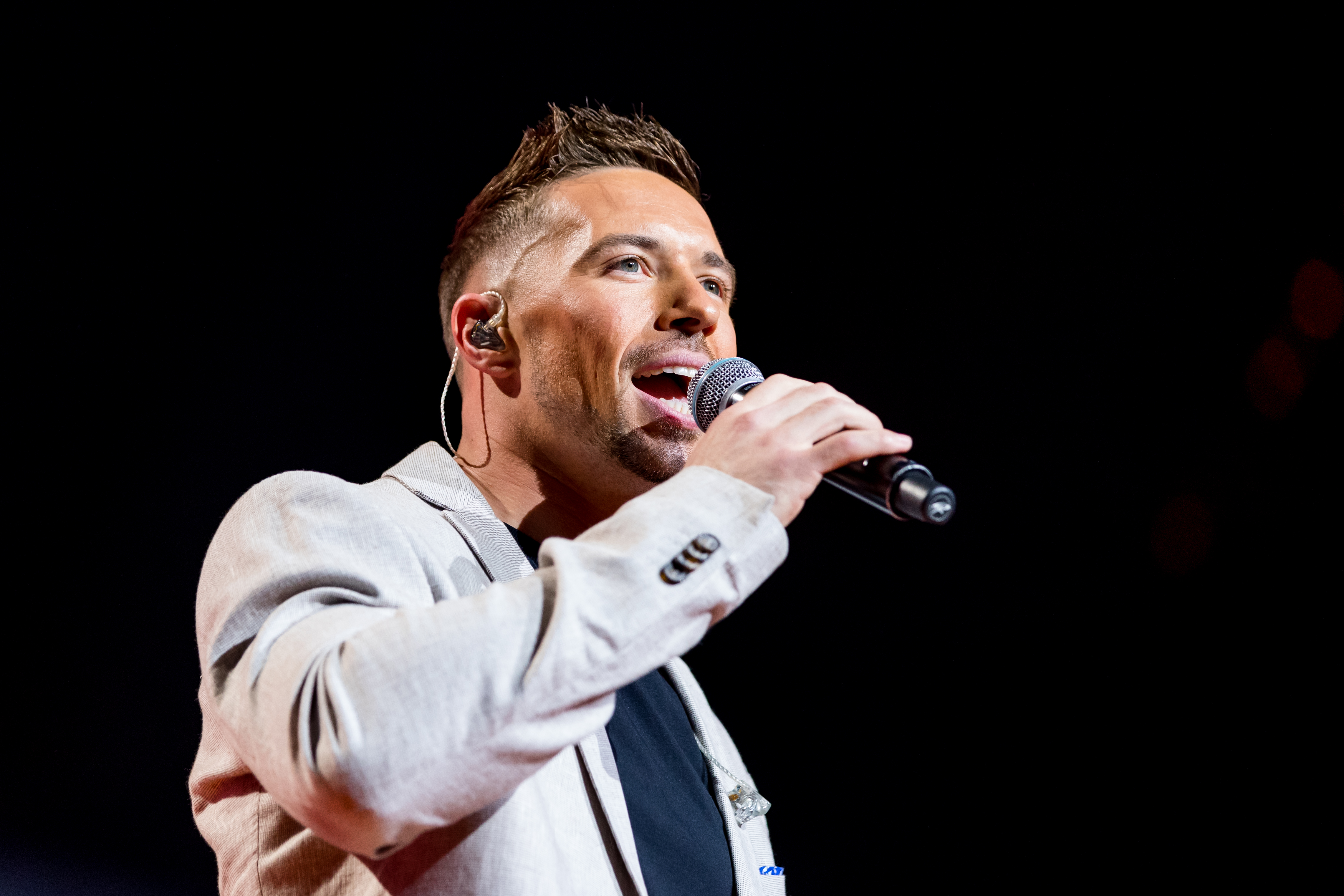
Ramon Roselly (* 1993)

### Roselm
- Roselmack, Harry (* 1973), französischer Radio- und Fernsehjournalist

### Roselt
- Roselt, Gerhard (1915–2000), deutscher Paläobotaniker
- Roselt, Jens (* 1968), deutscher Theaterwissenschaftler, Dramatiker und Hochschullehrer